# La casa grande (película de 1975)
La casa grande es una película española de 1975 dirigida por Francisco Rodríguez Fernández, quien también es coautor del guion. Se trata de un drama rural ambientado en la posguerra española de 1942.

## Sinopsis
Después de terminar la guerra civil española, el terrateniente y alcalde del pueblo Raúl (Antonio Ferrandis) acoge a su sobrina Andrea (Maribel Martín) y a su padre Gerardo, quien se ha vuelto loco después del conflicto, en el que fue asesinada su esposa. Andrea está enamorada de un joven campesino, pero tiene que ceder a los deseos de su tío para no perjudicar su padre.

## Reparto
- Antonio Ferrandis- Raúl
- Maribel Martín - Andrea
- Juan Diego -
- Fernando Sánchez Polack - Gerardo

## Premios y nominaciones
Medallas del Círculo de Escritores Cinematográficos
| Año  | Categoría   | Nominación        | Resultado |
| ---- | ----------- | ----------------- | --------- |
| 1975 | Mejor actor | Antonio Ferrandis | Ganador   |